# آیسلند (کالیفرنیا)
آیسلند (به انگلیسی: Iceland) یک منطقهٔ مسکونی در ایالات متحده آمریکا است که در شهرستان نوادا، کالیفرنیا واقع شده‌است. آیسلند ۱٬۶۴۸ متر بالاتر از سطح دریا واقع شده‌است.